# Javier Borragán
Javier Borragán Fernández, né le 5 septembre 1989 à Oviedo, est un handballeur professionnel espagnol.
Il mesure 1,98 m et pèse 98 kg. Il joue au poste d'arrière droit et a notamment évolué sept saisons en France.

## Biographie
Originaire d'Oviedo, Javier Borragán intègre le centre de formation du SDC San Antonio avant de passer professionnel au sein du club espagnol en 2007. Après quatre saisons il s'engage pour le Helvetia Anaitasuna. En 2014, il rejoint le Portugal du côté du SL Benfica puis retrouve l'Espagne en 2016 avec le CD Bidasoa. En 2017, il part pour la France avec le Grand Nancy MH avant de signer en 2018 pour l'US Créteil.

## Palmarès
Compétitions européennes
- Finaliste de la Coupe Challenge (C4) en 2016

Compétitions nationales
- Vainqueur de la Coupe du Portugal en 2016.
- Deuxième du Championnat du Portugal en 2016.
- Championnat de France de D2
  - Vainqueur en 2024.
  - Finaliste en 2019.